# Мерфи, Райан (хоккеист)
Райан Мерфи (англ. Ryan Murphy; род. 31 марта 1993, Орора, Онтарио) — канадский хоккеист, защитник.

## Биография

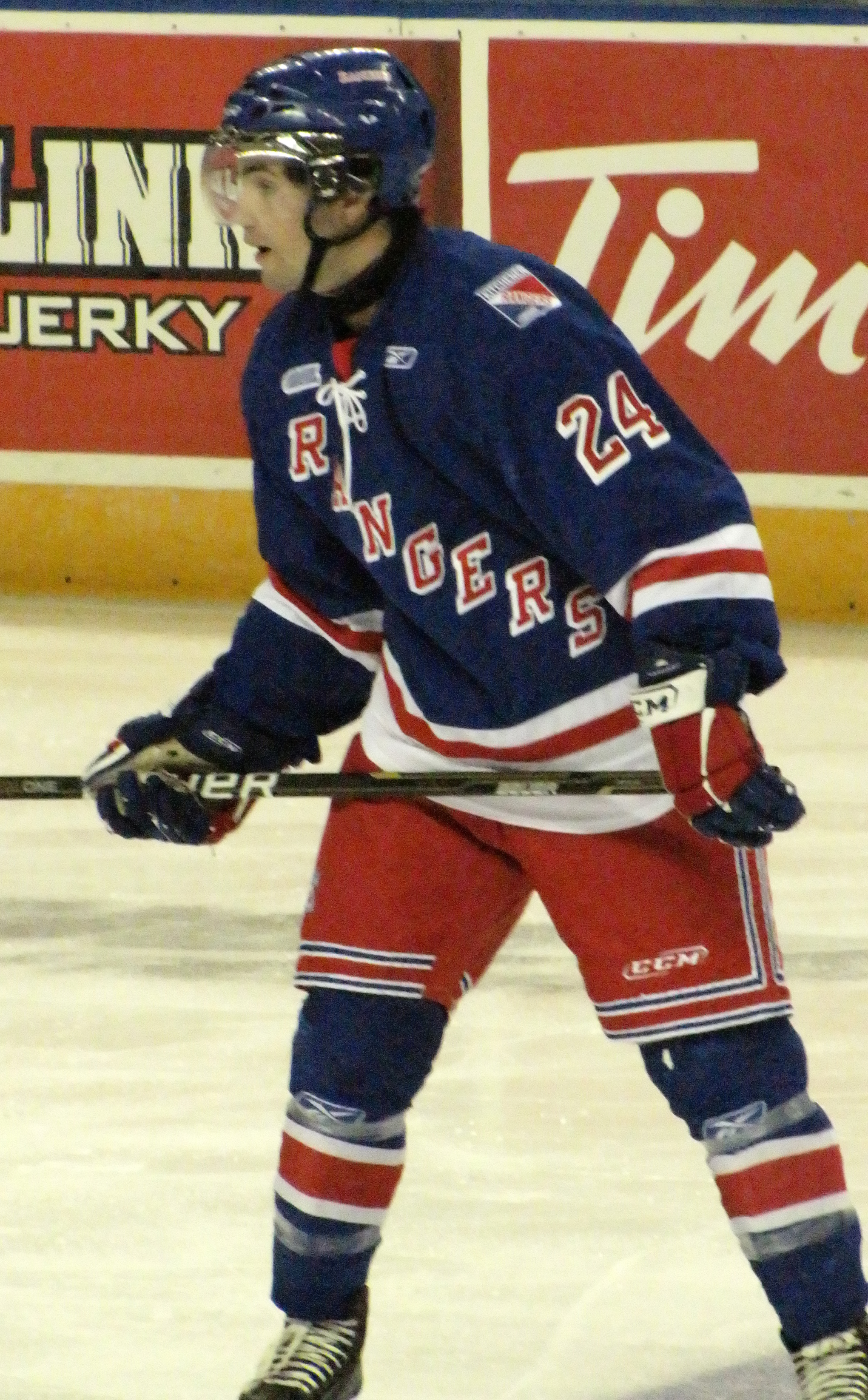
Райан Мёрфи в 2010

В 2009 году был выбран «Китченер Рейнджерс» третьим в общем зачете на драфте хоккейной лиги Онтарио. Начал выступать за клуб в 16 лет. В первом сезоне набрал 39 очков в 62 матчах. В следующем — 79 очков в 63 матчах. В своём последнем сезоне в команде отыграл в 49 матчах. Был включен в первую команду ОХЛ All-Star team на сезон 2010/11. 24 июня 2011 года был задрафтован 12-м в общем зачете клубом НХЛ «Каролиной Харрикейнз», сыграл три, не набрал очков. В «Китченер Рейнджерс» набрал 48 очков в 54 матчах. 18 сентября 2012 года Мерфи был назначен капитаном команды.
В сезоне 2012/2013 дебютировал в АХЛ за «Шарлотт Чекерс». Играл в «Айове Уайлд», «Миннесоте Уайлд», «Бингемтон Девилз» и «Нью-Джерси Девилз».
В 2019 году подписал контракт с российским «Нефтехимиком». В регулярном чемпионате отыграл в 56 матчах и набрал 23 очка. В плей-офф в 4 играх очков не набрал.
В 2020 году подписал контракт с минским «Динамо». В конце декабря вернулся[уточнить] в «Вегас Голден Найтс». В июле 2021 года подписал контракт с «Детройт Ред Уингз».
29 июня 2022 года подписал однолетнее соглашение с клубом КХЛ «Салават Юлаев». 30 апреля 2023 покинул клуб.